# 胸斑珠目魚
胸斑珠目鱼（学名：Scopelarchus stephensi）为輻鰭魚綱仙女魚目珠目鱼科珠目鱼属的一种鱼类。